# Casstorff und Holicek
Kriminalhauptkommissar Jan Casstorff, gespielt von Robert Atzorn, und Kriminaloberkommissar Eduard Holicek, gespielt von Tilo Prückner, sind fiktive Personen aus der ARD-Krimireihe Tatort. Der NDR produzierte zwischen 2001 und 2008 insgesamt 15 Folgen mit Castorff und Holicek in Hamburg.

## Hintergrund
Casstorff und Holicek lösten das zuvor ermittelnde Hamburger Ermittlerduo Stoever (Manfred Krug) und Brockmöller (Charles Brauer) ab. Nach fünfzehn Fällen wurde im Februar 2008 mit der Folge Und Tschüss der letzte Tatort mit dem Ermittlerduo gesendet. Der von Mehmet Kurtuluş gespielte Hamburger Kommissar Cenk Batu trat ab Oktober 2008 die Nachfolge an.
Ermittlungs- und Drehorte waren in Hamburg sowie in weiterer Umgebung.

## Figuren aus den Hamburger Tatort-Folgen

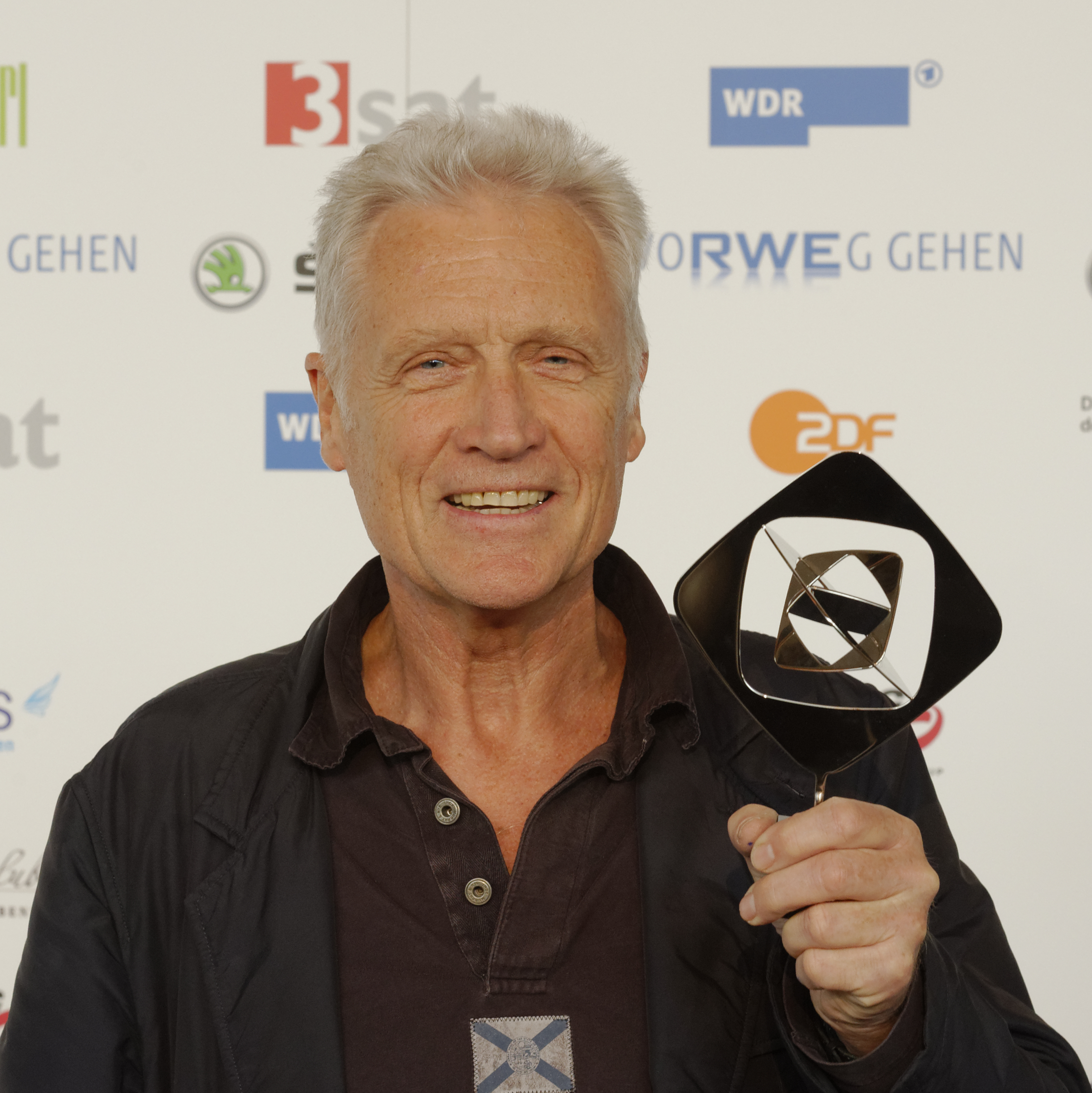
Robert Atzorn alias Jan Casstorff

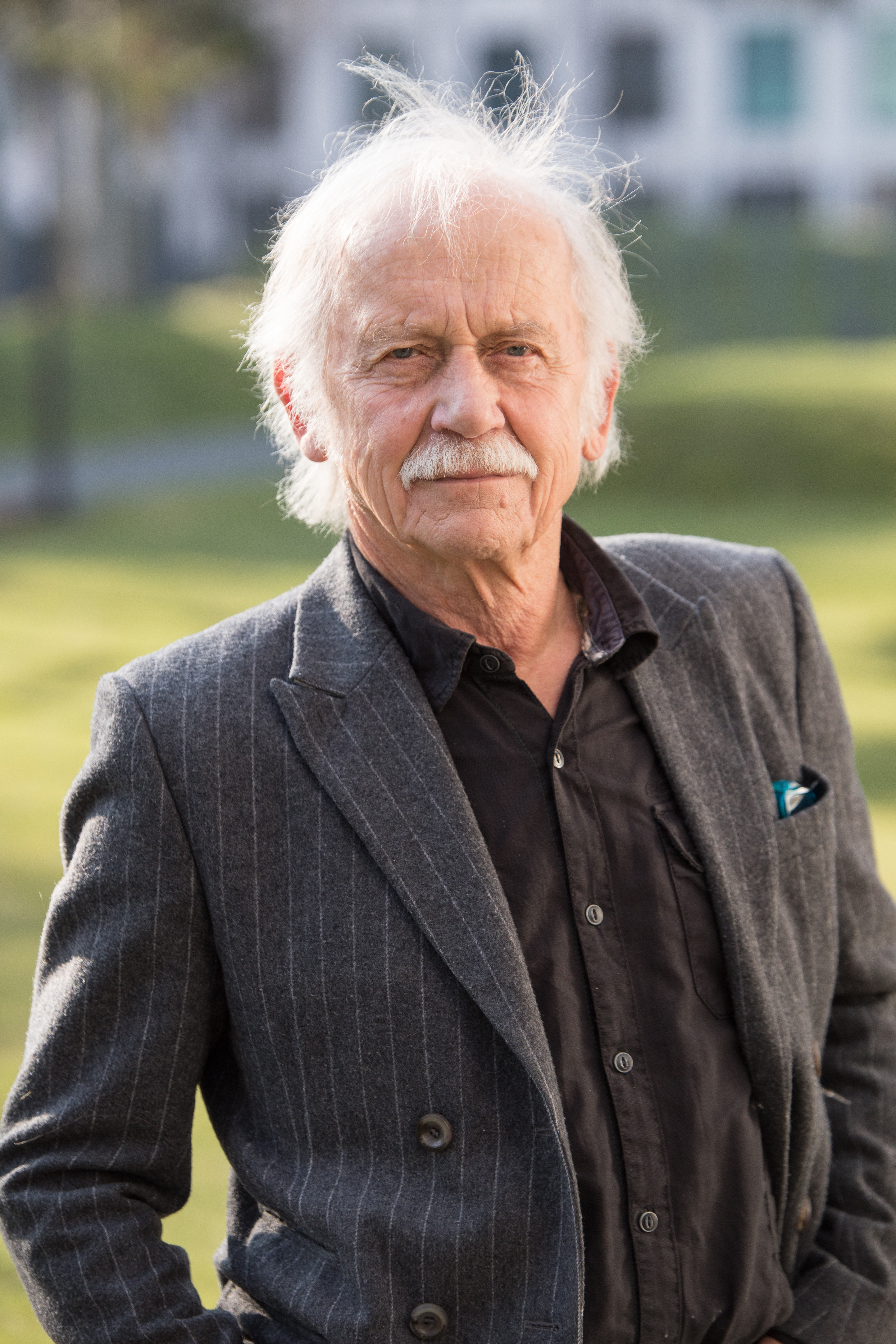
Tilo Prückner alias Eduard Holicek

### Jan Casstorff
Hauptkommissar Jan Casstorff, gespielt von Robert Atzorn, arbeitet für das LKH Hamburg bei der Mordkommission in der Abteilung 41. Er hatte anfangs Jura studiert, hat dann aber sein Studium vorzeitig abgebrochen. Casstorff hat einen Sohn (Daniel), den er allein erzieht, was er sehr ernst nimmt, sodass es schon mal zu Konflikten mit seinem Beruf kommt. Als Verhörspezialist gelingt es dem Kommissar innerhalb kürzester Zeit einem Verdächtigen ein Geständnis zu entlocken. Casstorff agiert stets zielgerichtet und entschlossen, neigt aber auch zu cholerischen Wutausbrüchen.

### Eduard Holicek
Oberkommissar Eduard Holicek, verkörpert von Tilo Prückner, ist ein langjähriger Kollege von Hauptkommissar Casstorff. Er hat ein fotografisches Gedächtnis. Trotz seiner ruhigen Art stellt er sich seinem Chef bisweilen entschlossen in den Weg, wenn dieser einen seiner cholerischen Anfälle bekommt.

## Folgen
| Fall | Titel             | Erstausstrahlung | Folge | Autor                                           | Regie           |
| ---- | ----------------- | ---------------- | ----- | ----------------------------------------------- | --------------- |
| 1    | Exil!             | 28. Okt. 2001    | 483   | Thomas Bohn, nach einer Vorlage von Chris Brohm | Thomas Bohn     |
| 2    | Hasard!           | 18. Nov. 2001    | 486   | Thomas Bohn                                     | Thomas Bohn     |
| 3    | Der Passagier     | 2. Juni 2002     | 501   | Thomas Bohn                                     | Thomas Bohn     |
| 4    | Undercover        | 27. Okt. 2002    | 512   | Thomas Bohn                                     | Thomas Bohn     |
| 5    | Harte Hunde       | 1. Juni 2003     | 534   | Thomas Bohn                                     | Thomas Bohn     |
| 6    | Mietsache         | 5. Okt. 2003     | 541   | Brigitte Drootloof, Thomas Bohn                 | Daniel Helfer   |
| 7    | Todes-Bande       | 25. Jan. 2004    | 556   | Thomas Bohn                                     | Thomas Bohn     |
| 8    | Verlorene Töchter | 21. Nov. 2004    | 580   | Elke Schuch, Marc Blöbaum                       | Daniel Helfer   |
| 9    | Ein Glücksgefühl  | 30. Jan. 2005    | 587   | Markus Busch                                    | Filippos Tsitos |
| 10   | Im Alleingang     | 27. Nov. 2005    | 616   | Rainer Butt                                     | Richard Huber   |
| 11   | Feuerkämpfer      | 12. März 2006    | 624   | Thomas Bohn                                     | Thomas Bohn     |
| 12   | Schattenspiele    | 20. Aug. 2006    | 637   | Christoph Silber, Thorsten Wettcke              | Claudia Garde   |
| 13   | Liebeshunger      | 11. März 2007    | 658   | Rafael Sola Ferrer                              | Thomas Bohn     |
| 14   | Investigativ      | 10. Juni 2007    | 668   | Christoph Silber und Thorsten Wettcke           | Claudia Garde   |
| 15   | Und Tschüss       | 24. Feb. 2008    | 689   | Thomas Bohn                                     | Thomas Bohn     |